# Bříza (Cheb)
Bříza (németül Pirk) Cheb településrésze Csehországban a Karlovy Vary-i kerület Chebi járásában.

## Fekvése
Chebtől 10 km-re nyugatra a Skalka-víztározó északi partján Cetnov szomszédságában fekszik. Jelenleg üdülőövezetként tartják számon.

## Története
A második világháború utáni évtizedekben területét a német határ közelsége miatt a határőrség által felügyelt tiltott határövezetté nyilvánították. Ezen időszak maradványai az egykori határőrség betonútja és betonbunkerei. Az egykori község a víztározó 1962 és 1964 közötti kialakításával szűnt meg.

## Népessége
A település népessége az alábbiak szerint alakult:
| Lakosok száma | 105  | 91   | 89   | 66   | 63   | 10   | 9    | 14   | 20   | 47   |
|               | 1869 | 1890 | 1900 | 1921 | 1930 | 1961 | 1970 | 1991 | 2001 | 2021 |

## Fordítás
- Ez a szócikk részben vagy egészben a Bříza (Cheb) című cseh Wikipédia-szócikk ezen változatának fordításán alapul.  Az eredeti cikk szerkesztőit annak laptörténete sorolja fel. Ez a jelzés csupán a megfogalmazás eredetét és a szerzői jogokat jelzi, nem szolgál a cikkben szereplő információk forrásmegjelöléseként.